# Gynacantha nervosa
Gynacantha nervosa е вид водно конче от семейство Aeshnidae. Видът не е застрашен от изчезване.

## Разпространение
Разпространен е в Бахамски острови, Белиз, Боливия, Бразилия (Мато Гросо и Сао Пауло), Венецуела, Доминика, Доминиканска република, Еквадор, Кайманови острови, Колумбия, Коста Рика, Куба, Мексико (Веракрус, Гереро, Кампече, Кинтана Ро, Морелос, Оахака, Сан Луис Потоси, Синалоа, Сонора, Халиско, Чиапас и Юкатан), Никарагуа, Панама, Перу, Пуерто Рико, САЩ (Алабама, Джорджия, Оклахома и Флорида), Суринам, Тринидад и Тобаго, Френска Гвиана, Хондурас и Ямайка.